# Simona Brokmann
Simona Brokmann (* 1963 in Düsseldorf) ist eine deutsche Schauspielerin.
Ihre Laufbahn beim deutschen Film und Fernsehen begann 2003 mit der Fernsehserie Marienhof (ARD), in der sie in einer Folge eine Nebenrolle hatte. Danach folgten Fernsehauftritte bei Unter uns und diverse Episodenrollen z. B. in Aktenzeichen XY … ungelöst und auch Verbotene Liebe. 2008 und 2009 konnte man die außer Deutsch noch fließend Italienisch, Spanisch, Englisch und Französisch sprechende Schauspielerin, in der täglichen Serie 112 – Sie retten dein Leben bei RTL sehen. In der Produktion von action concept spielte sie die blinde Disponentin Rita Brandt. Simona Brokmann spielt auch bei Theaterproduktionen mit.

## Filmografie (Auswahl)
- 2003: Marienhof
- 2007: Unter uns
- 2007–2008: 112 – Sie retten dein Leben (Hauptcast)
- 2008: Aktenzeichen XY … ungelöst
- 2009: Verbotene Liebe
- 2009: Marienhof